# Simfonia núm. 3 (Txaikovski)
La Simfonia núm. 3 en re major, op. 29, dita Polonesa, de Piotr Ilitx Txaikovski, va ser composta entre juny i agost de 1875. El sobrenom de «Polonesa» li va ser atribuït pel fet que el cinquè moviment (Tempo di Polacca) posseeix un ritme de polonesa.
L'estrena va tenir lloc a Moscou el 19 de novembre [C.J. 7 de novembre] de 1875 sota la direcció de Nikolai Rubinstein. Va ser dedicada a Vladimir Shilovskii. La seua durada és d'aproximadament 47 minuts.
La tercera simfonia de Txaikovski presenta algunes característiques singulars: és l'única del compositor amb cinc moviments, i l'única composta en mode major. El compositor no va ser gaire explícit sobre la seua obra. En efecte, els únics detalls que en va escriure i que ens han arribat són aquestes notes:
«Segons la meua impressió, aquesta simfonia no presenta cap idea original, però des del punt de vista de la factura, representa un pas endavant. Estic sobretot satisfet del primer moviment i dels dos scherzi».
Cal remarcar també que la tercera simfonia és la primera de l'autor a posseir un moviment en forma de vals (Alla tedesca).